# Transport Local Urbis Baia Mare

Rete di trasporti di Baia Mare

Transport Local Urbis Baia Mare, è l'azienda che svolge il servizio di trasporto pubblico nella città di Baia Mare in Romania.

## Esercizio
L'azienda gestisce oggi 10 linee, suddivise in 9 autolinee ed una filovia (linea 51, già numerata 50) a lunga percorrenza, ed aderisce all'Uniunea Romana de Transport Public, organismo nazionale che 
riunisce gli operatori rumeni di trasporto pubblico.

## Parco aziendale
La flotta è costituita da:
- circa 30 autobus, soprattutto a marchio DAC e Mercedes-Benz
- quasi 20 filobus, di costruzione DAC e Saurer: questi ultimi, tutti filosnodati, acquisiti nel 2006 dalla Stadtbus Winterthur, azienda di trasporto pubblico dell'omonima città svizzera.

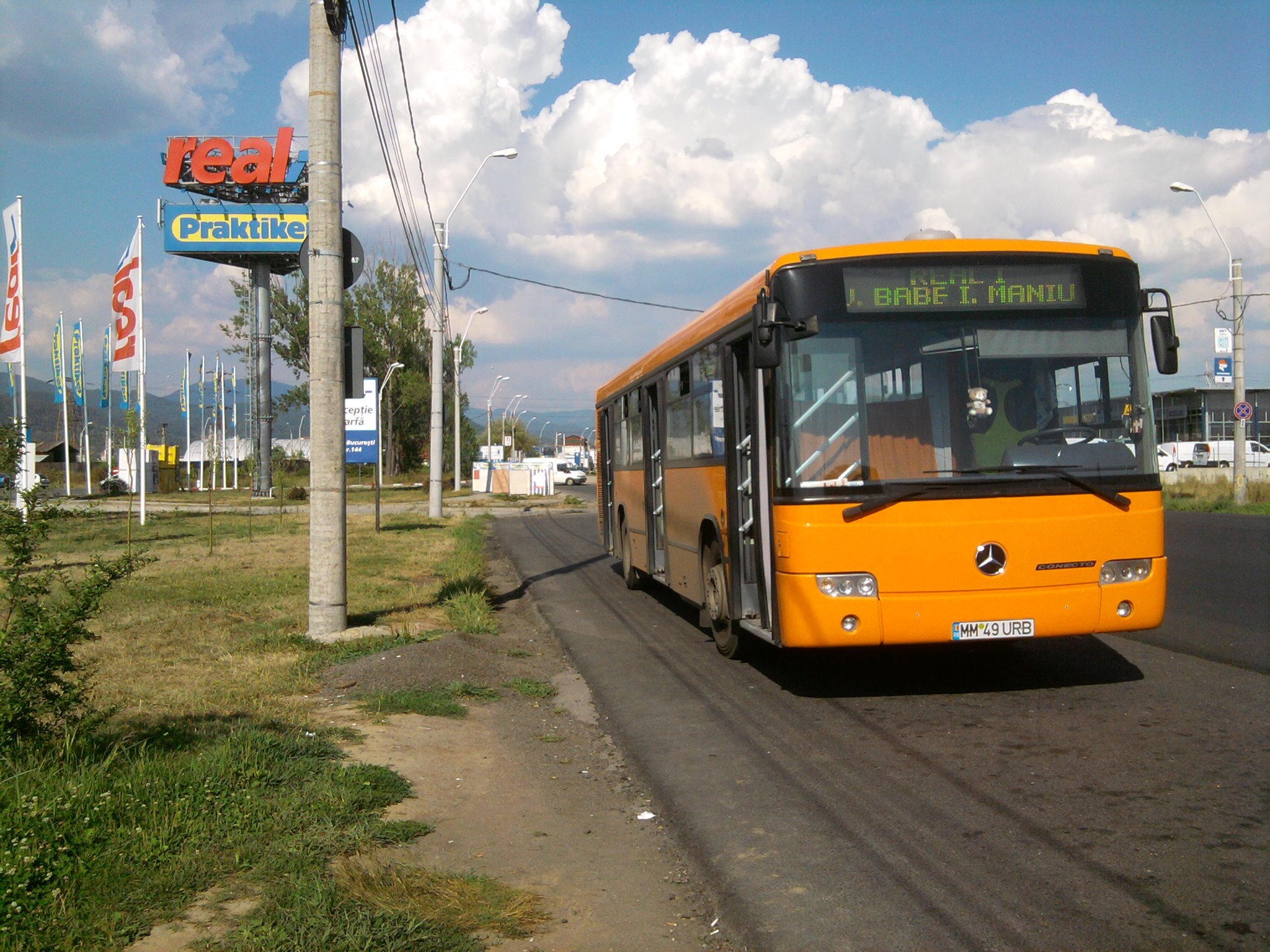
Mercedes-Benz Conecto
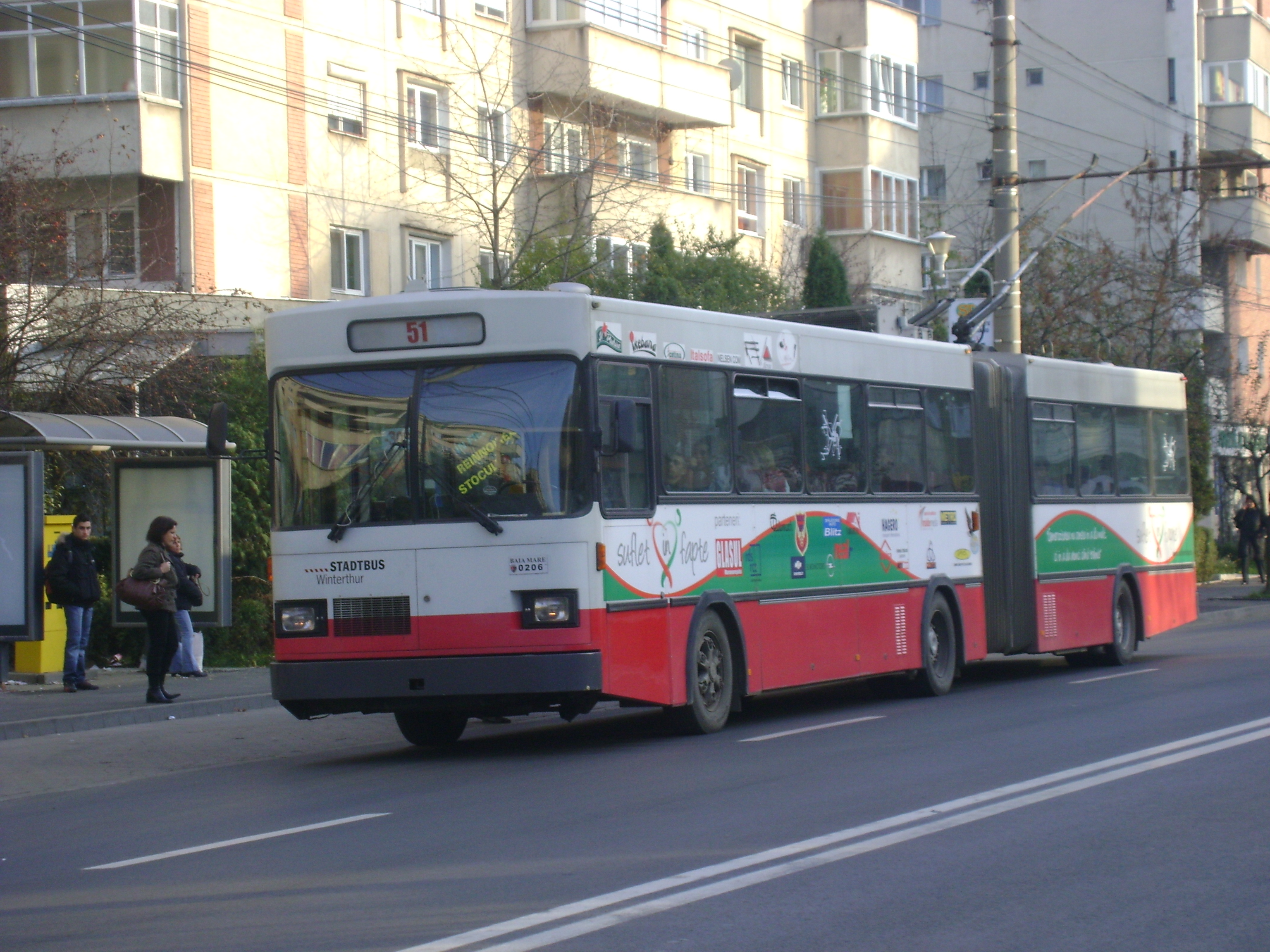
Filobus Saurer (anni 1982–83) proveniente da Winterthur, Svizzera

## Sede legale
La sede si trova a Baia Mare.